# Changan Mazda
Changan Mazda Automobile Co., Ltd. — совместное предприятие Changan и Mazda, основанное в декабре 2012 года. Расположено в Нанкине.
Основной деятельностью компании является производство автомобилей Mazda для китайского рынка. Компания создана в рамках реструктуризации компаний Changan, Ford и Mazda.
В июле 2023 года Changan Mazda приобрела 100% совместного предприятия FAW и Mazda после владения в 2021 году контрольным пакетом акций.

## Продукция
- Mazda3
- Mazda CX-5
- Mazda CX-8
- Mazda CX-30
- Mazda CX-50
- Mazda EZ-6

### FAW-Mazda
- Mazda6 Atenza
- Mazda CX-4

## Галерея

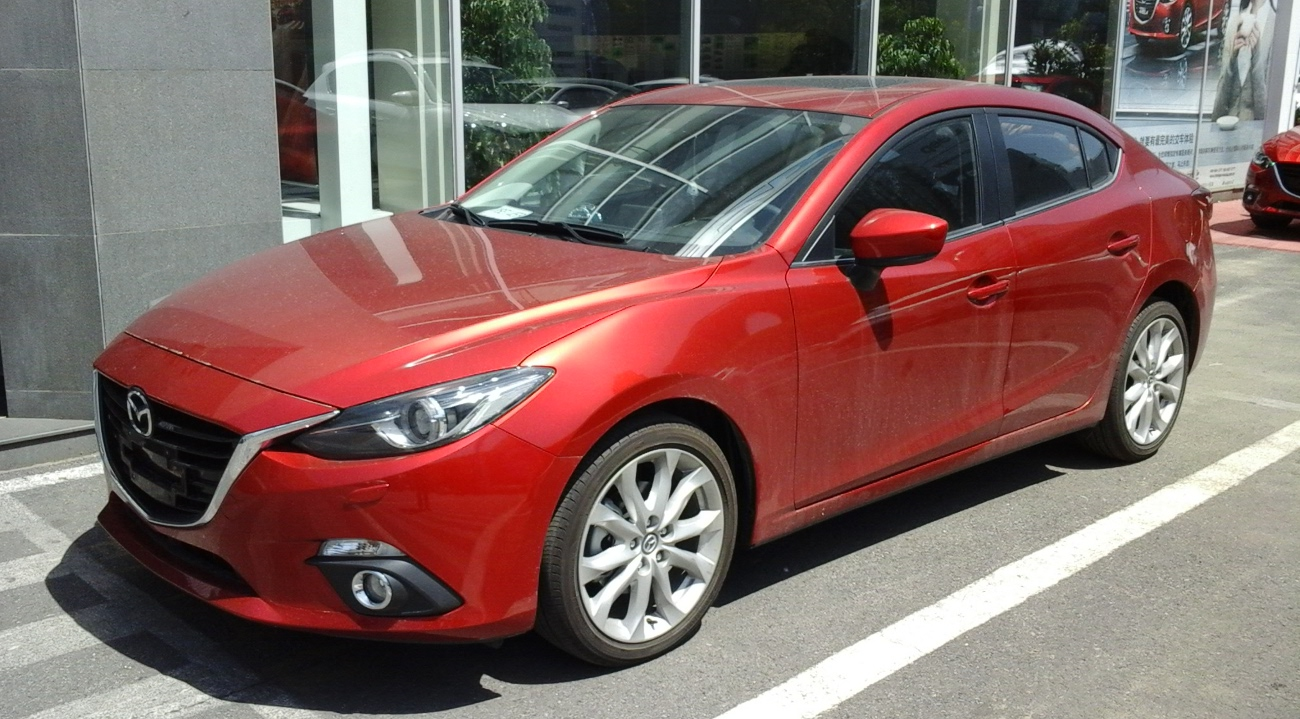
Mazda 3 Axela
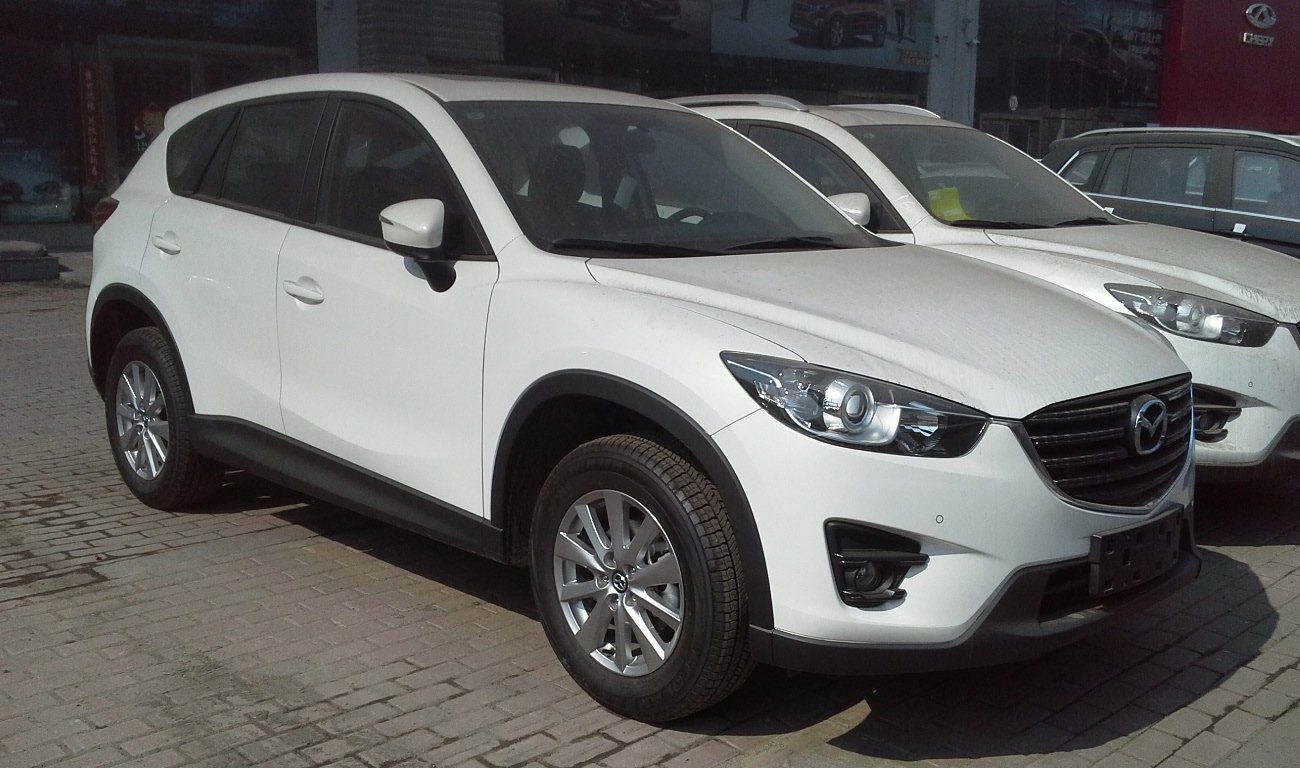
Mazda CX-5
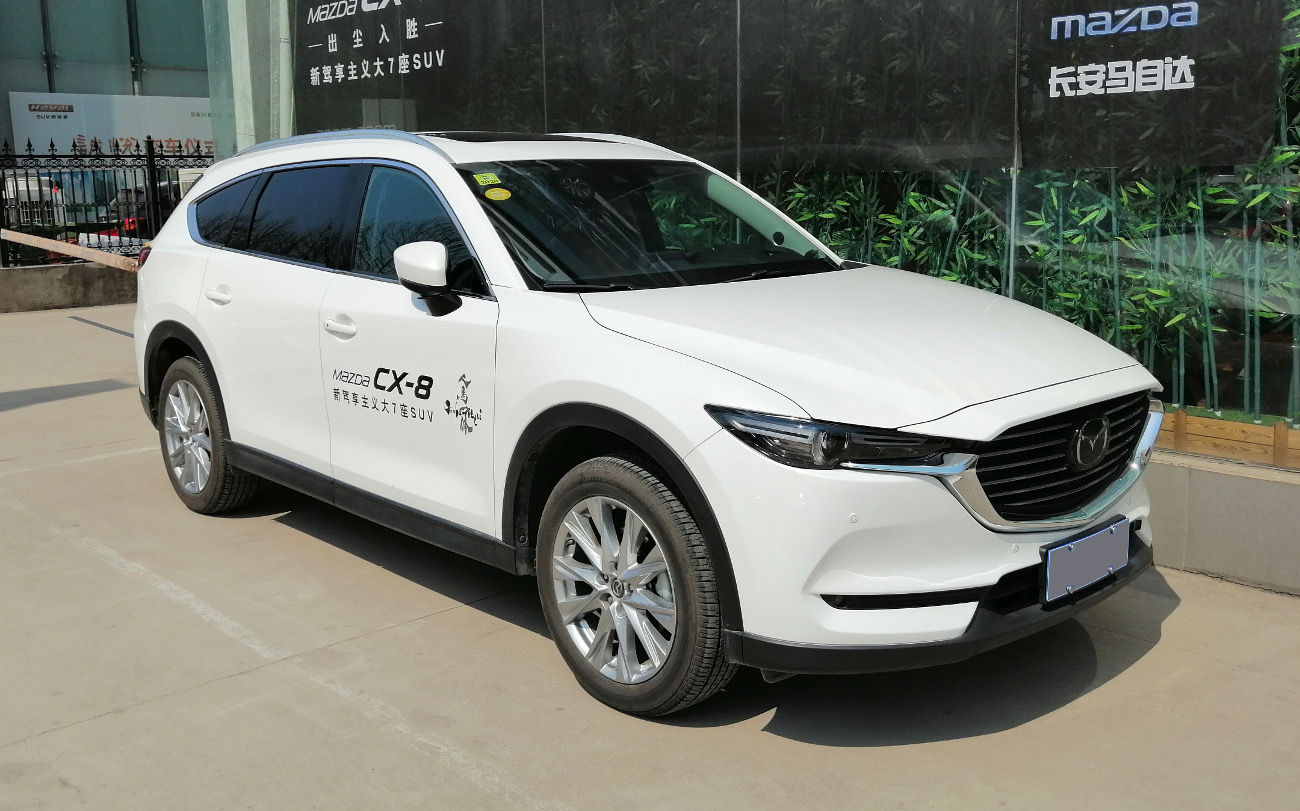
Mazda CX-8
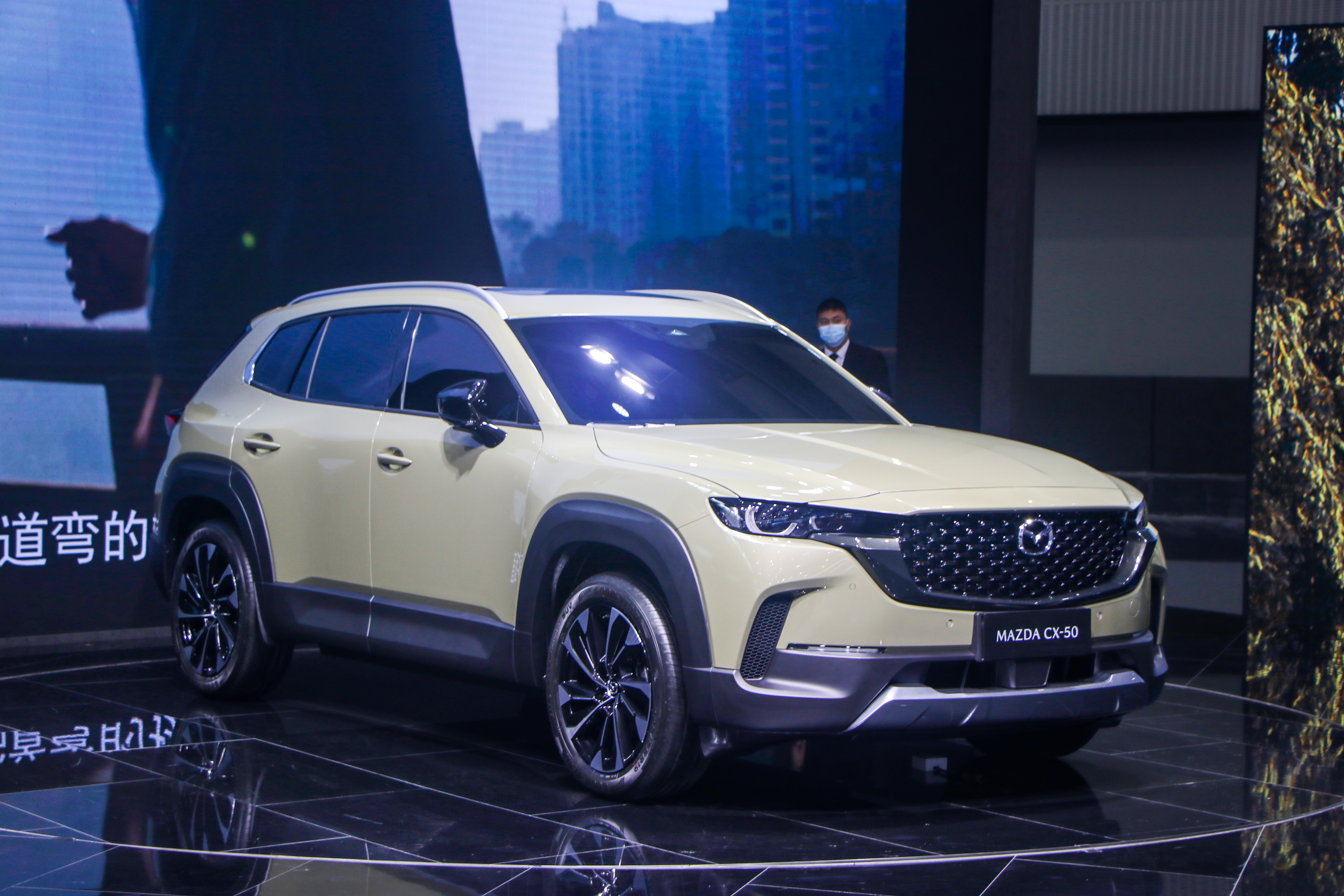
Mazda CX-50